# Museu Fabre
El Museu Fabre (Musée Fabre) és el principal museu d'art de la ciutat francesa de Montpeller, capital del departament de l'Erau. El museu va ser fundat per François-Xavier Fabre, pintor de Montpeller, el 1825; es va obrir al públic el 1828. Actualment, des de 2002 i fins a 2007, el museu està passant per una profunda remodelació que implica un cost de 61,2 milions d'euros. És un dels llocs més destacats de Montpeller i proper a la principal plaça de la ciutat, la Place de la Comédie, en el centre històric. Un annex al museu, batejat amb el nom de "Pavillon du musée Fabre" ("Pavelló del museu Fabre") està obert en un pavelló en la Esplanade.

## Col·lecció
Les col·leccions originals provenen de la donació de Fabre a benefici de la municipalitat. Es mostren ceràmiques de Grècia i de la resta d'Europa. A més, té una gran col·lecció de pintura que va des del segle xvii fins al xix, amb una àmplia representació del moviment dels luminophiles. Actualment, les col·leccions comprenen les obres de pintors com Eugène Delacroix i de Gustave Courbet. També hi ha escultura, com la de moderns creadors com Aristide Maillol.
La donació de Pierre Soulages permetrà consagrar-li ampli espai en la pròxima obertura.

### Pintura dels ss. XVII-XVIII
- França: 
  - Sébastien Bourdon
  - Jacques-Louis David (Hector, Retrat del Doctor Alphonse Leroy)
  - Jean-Baptiste Greuze (Le Petit Paresseux, Twelfth Night Cake)
  - Nicolas Poussin (Venus i Adonis)

- Fora de França: 
  - Alessandro Allori (Venus i Cupido)
  - Il Guercino
  - Peter Paul Rubens
  - Jacob Ruysdael
  - David Teniers
  - Paolo Veronese
  - Francisco de Zurbarán (L'Àngel Gabriel)

### Pintura dels ss. XIX i XX, amb alguns pintorsfauvistes

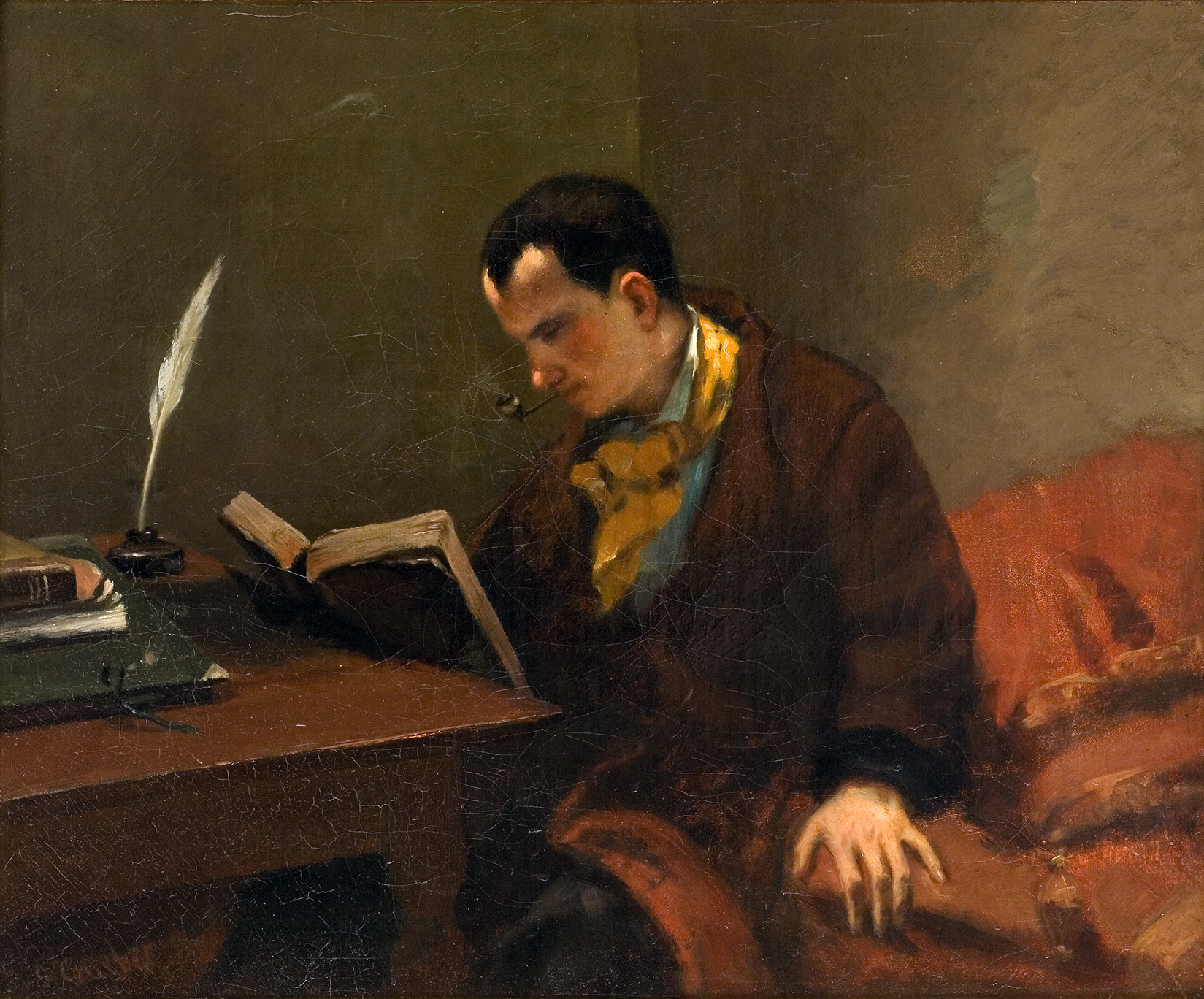
Retrat de Baudelaire, per G. Courbet, 1848, al Museu Fabre

- Frédéric Bazille (Vue de village, Aigues-Mortes, La Toilette, Atelier de la rue Furstenberg)
- Gustave Courbet (Els banyistes, Bonjour Monsieur Courbet)
- Eugène Delacroix (Fantasia, Dones algerianes en la seva habitació)
- Raoul Dufy
- Albert Marquet
- Maria Helena Vieira da Silva

### Escultura
- Antoine Bourdelle
- Jean-Antoine Houdon (Estiu, hivern)
- Aristide Maillol
- René Iché
- Germaine Richier